# Льгінь
Льгінь (пол. Lgiń) — село в Польщі, у гміні Всхова Всховського повіту Любуського воєводства.
Населення — 480 осіб (2011).
У 1975-1998 роках село належало до Лешненського воєводства.

## Демографія
Демографічна структура станом на 31 березня 2011 року:
|          | Загалом | Допрацездатний вік | Працездатний вік | Постпрацездатний вік |
| -------- | ------- | ------------------ | ---------------- | -------------------- |
| Чоловіки | 232     | 47                 | 165              | 20                   |
| Жінки    | 248     | 54                 | 144              | 50                   |
| Разом    | 480     | 101                | 309              | 70                   |